# Junkers Ju 287

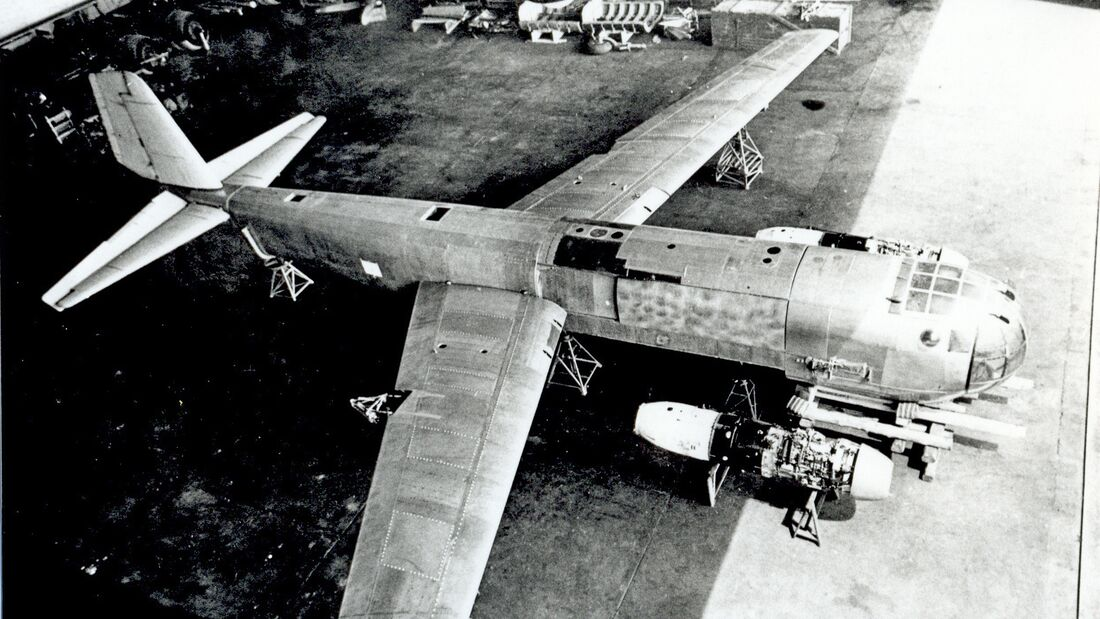
Erster Ju 287-Prototyp (Ju 287 V1) kurz vor der Fertigstellung in Brandis im Mai 1944

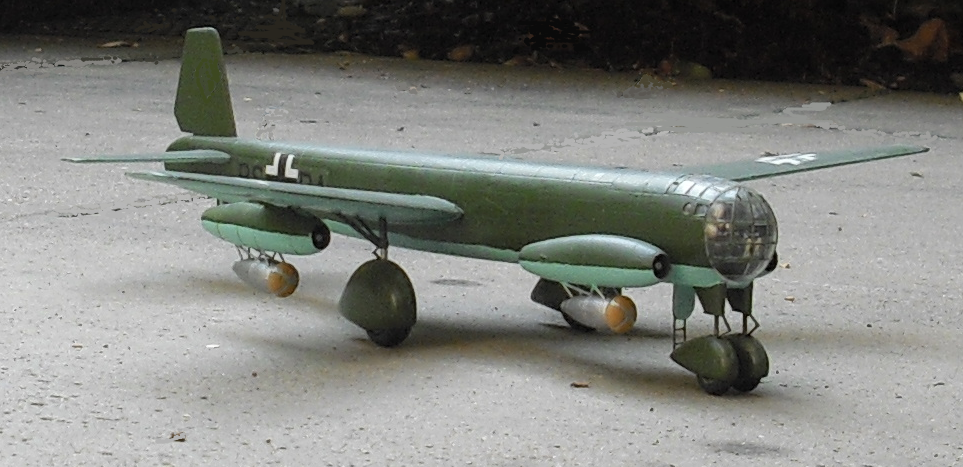
Modell der Junkers Ju 287

Bei der Junkers Ju 287 handelte es sich um einen schweren Mittel- bis Langstreckenbomber mit damals neuartigen, negativ gepfeilten Tragflächen. Der Antrieb erfolgte durch vier beziehungsweise sechs Strahltriebwerke.
Der erste von zwei fertiggestellten Prototypen absolvierte seinen Erstflug 1944. Zwei weitere Prototypen befanden sich bei Kriegsende im fortgeschrittenen Aufbaustadium. Versuche wurden nach dem Krieg kurzzeitig in der Sowjetunion fortgeführt.

## Entwicklung
Als in Deutschland 1942 die ersten Strahltriebwerke verfügbar wurden, forderte das Reichsluftfahrtministerium (RLM) die Entwicklung eines Bombers für Mittel- und Langstrecken, der alliierten Jagdflugzeugen an Geschwindigkeit weit überlegen sein sollte. Im Herbst 1942 begann daraufhin bei der Firma Junkers unter der Leitung des Technischen Direktors Heinrich Hertel und des Projektleiters Hans Wocke die Entwicklung eines derartigen Bombers.

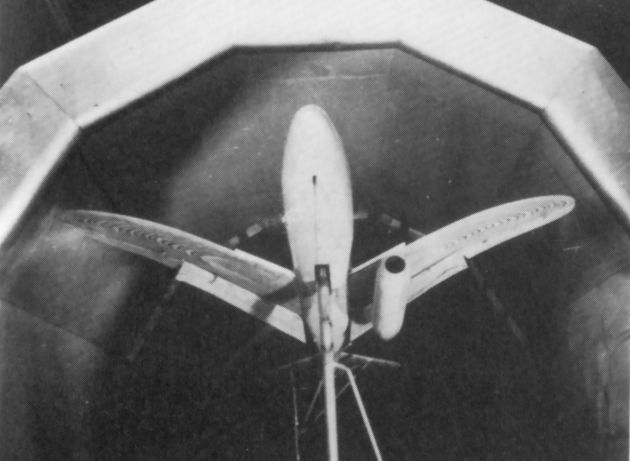
Windkanalmodell der EF 116, eines Vorläuferdesigns der Ju 287 (EF 122)

Etwa gleichzeitig waren Versuche bei der Deutschen Versuchsanstalt für Luftfahrt (DVL) abgeschlossen worden, die im Hochgeschwindigkeitsbereich Vorteile von gepfeilten gegenüber geraden Tragflächen aufzeigten, indem sie die kritische Machzahl und die Leitzahl steigerten. Hierdurch angeregt, untersuchte Wocke im werkseigenen Windkanal zahlreiche Pfeilungsformen und fand heraus, dass eine negative (vorwärtsgerichtete) Pfeilung gegenüber der positiven bestimmte Vorteile aufweist, etwa indem die Grenzschicht nicht zur Flügelspitze hin abwandert, was sich günstig auf den Auftrieb auswirkt. (Um das Abwandern der Grenzschicht bei rückwärts gepfeilten Flügeln und den damit verbundenen Auftriebsverlust zu verhindern, installierte man später sog. Grenzschichtzäune.) Den Vorteilen einer negativen Pfeilung stehen indes aeroelastische Nachteile entgegen, die eine besonders steife Bauweise erfordern. Trotzdem entschied sich Wocke für diese, später nur noch selten angewandte, Flügelvariante.
Bei den aerodynamischen Untersuchungen entdeckte Otto Frenzl die nach ihm benannte Flächenregel für schnellfliegende Flugzeuge. Bei der Konstruktion der Ju 287 wurde diese Regel denn auch erstmals konsequent angewendet, was in Verbindung mit dem Pfeilflügelprinzip keine unlösbare Herausforderung mehr darstellte. Auf diese Weise konnten bei Annäherung an die Schallgeschwindigkeit die gefürchteten Stoßwellen vermieden werden, die der amerikanischen Bell X-1 ebenso Probleme bereiteten wie der sowjetischen BI-1.
Der negative Pfeilflügel war anfangs als Projekt EF 116 für einen relativ kleinen, zweistrahligen Fotoaufklärer geplant. Im September 1943 wurde das Projekt und damit die einzusetzenden Tragflächen für das etwas größere Bomberprojekt EF 122 modifiziert. Den offiziellen Bauauftrag zusammen mit der Baumusterbezeichnung Ju 287 erhielt Junkers im Dezember 1943. Im Februar 1944 erhielt die Firma die Information, dass zwei Versuchsmuster V1 und V2 für 3,3 Millionen Reichsmark und weitere 18 Vorserienmodelle im Wert von 20,5 Millionen Reichsmark beschafft werden sollten. Im Mai 1944 wurde die Bestellung jedoch auf die beiden Prototypen und sechs Vorserienflugzeuge reduziert.

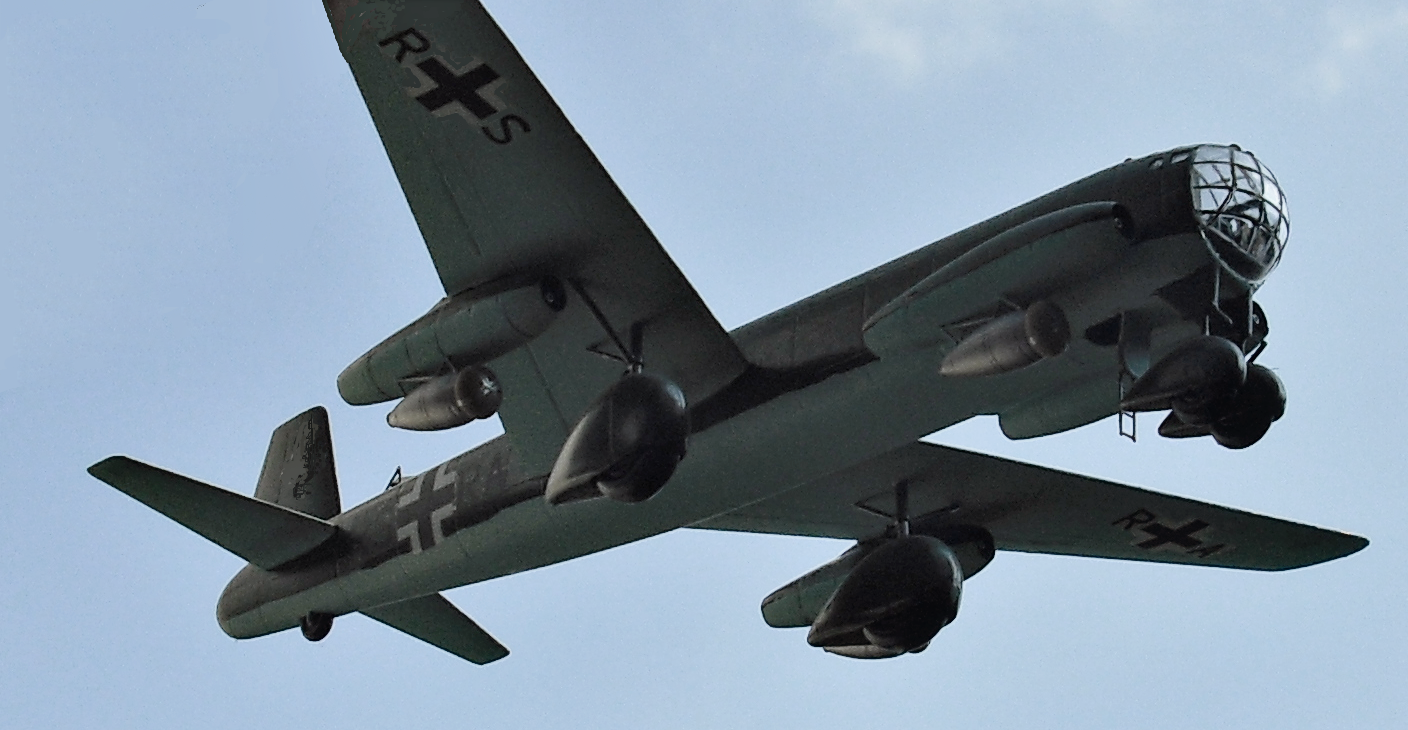
Anordnung von Triebwerken, Starthilfsraketen und Fahrwerk der Ju 287 V1 (Modell)

Um diese neuartigen Tragflächen schnell erproben zu können, wurde mit der Ju 287 V1 aus Teilen verschiedener bestehender Flugzeugtypen ein improvisierter Erprobungsträger aufgebaut. Rumpf und Kabine stammten von einer Heinkel He 177, das Leitwerk von einer Ju 388, das starre aerodynamisch verkleidete Fahrwerk von einer Ju 352 und die beiden Bugräder von erbeuteten US-amerikanischen Consolidated-B24-„Liberator“-Bombern. Am 19. April 1944 wurde von einem Aufklärer der Royal Air Force auf dem Gelände der Luftwaffenerprobungsstelle Rechlin erstmals eine Ju 287 fotografiert. Da das Flugzeug den Alliierten bis zu diesem Zeitpunkt völlig unbekannt war, erhielt es von ihnen die Bezeichnung Rechlin 66.
Der Erstflug mit Flugkapitän Siegfried Holzbaur erfolgte am 8. August 1944 auf dem Flugplatz Waldpolenz in Brandis bei Leipzig, da sich die Pisten im Junkers-Werk in Dessau als zu kurz erwiesen. Dem Flugzeug wurden damals gute Flugeigenschaften bescheinigt. Es erreichte eine Fluggeschwindigkeit von 370 km/h. Insgesamt wurden angeblich 17 Starts (nur elf belegte), der letzte am 18. September, durchgeführt. Danach erfolgte die Überführung des Flugzeugs zur Luftwaffenerprobungsstelle Rechlin, hauptsächlich zur Durchführung aerodynamischer Untersuchungen.
Flugeigenschaften und Leistungen der Ju 287 V1 erwiesen sich von Anfang an als ausgezeichnet. Da der geplante Jumo 004C noch nicht verfügbar war, war die Ju 287 V1 mit vier Triebwerken Junkers Jumo 004 B-1 mit einem statischen Schub von jeweils 8,83 kN (ca. 910 kp) ausgestattet. An den Seitenwänden des Rumpfbogens und unter dem Mittelflügel hingen jeweils zwei Motoren. Zusätzlich wurden vier 1200 kg schwere Walter-501-Starthilfsraketen unter den Triebwerken installiert, die nach dem Start abgeworfen wurden. Im Gegensatz zur V 1 hatte der Ju-287-V2-Prototyp nach hinten abgestrebte Hauptfahrwerke, ein um 30 cm tiefer angebrachtes Höhenleitwerk und eine hellgraue „Hosenbeinverkleidung“ des Bugfahrwerks. Als Antriebe waren im vorderen Rumpfbereich zwei Jumo 004B an den Seiten und vier BMW 003As mit jeweils 7,8 kN Schub in Unterflügelpaaren geplant. Die ursprüngliche Triebwerkskonfiguration für Ju 287 V2 wurde später auf sechs Triebwerke in zwei Unterflügelkapseln zu je drei unter den Tragflächen geändert, was jedoch aufgrund starker Oberflächenvibrationen ungünstiger war. Wartungsoptionen und geringe Bodenfreiheit erwiesen sich als problematisch. Der dritte Prototyp Ju 287 V3 erhielt den Rumpf der Ju 288 mit einer Druckkabine für drei Mann. Das Fahrgestell war in den Rumpf einziehbar. Die Leistung wurde von sechs BMW 003A in zwei Dreierpaketen unter den Tragflächen erzeugt. Drei weitere Ju-287-Prototypen waren geplant, von denen die Ju 287 V4 neben der V3 der Prototyp für die Serienversion sein sollte. Die Ju 287 V5 und V6 sollten einen automatischen Heckstand FHL 131/Z und Schleudersitze erhalten. Die Heckbewaffnung war vom Cockpit aus mit Hilfe eines Periskops fernsteuerbar. Für die Vorserienproduktion waren 154 Exemplare geplant. Die Serienversionen Ju 287 A-1 und B-1 sollten zwar den Heckstand, aber keine Schleudersitze erhalten. Für die Ju 287A-1 wurden wie bei der V3 sechs BMW 003A in zwei Dreierpaketen unter den Flächen vorgesehen, während die Ju 287B-1 mit sechs Jumo 004C in der gleichen Auslegung sowie größeren Haupt- und Bugrädern ausgerüstet werden sollte. Bereits im Juli 1944, also zu einem Zeitpunkt, an dem die Ju 287 noch nicht einmal geflogen war, sah die Einsatzplanung die Aufstellung von zwei Kampfgruppen mit je 37 Ju 287 vor, die von Mai bis Dezember 1945 erfolgen sollte.
Alle Arbeiten an der Ju 287 wurden im September 1944 eingestellt und die V1 und V2 getarnt geparkt. Im März 1945 wurde die Sperre jedoch wieder aufgehoben und die Arbeiten an der V3 wieder aufgenommen, doch das Kriegsende verhinderte die Vollendung. Die sich zurückziehenden deutschen Streitkräfte in Brandis sprengten die V1 und V2, um zu verhindern, dass beide Maschinen in die Hände der Alliierten fielen. Die Amerikaner marschierten jedoch am 16. April 1945 in Brandis ein und stellten bei Erreichen von Dessau fest, dass sich die Ju 287 V3 und V4 in fortgeschrittenen Baustadien befanden (die V3 war zu 80 bis 90 Prozent fertig und die V4 zu 60 Prozent).
Die Überreste der beschädigten Ju 287 V2, aber auch die Flugzeugzelle der Ju 287 V3 wurden von den Sowjets bei der Übernahme von Dessau im Juli 1945 geborgen, wobei die Flügel der Ju 287 V2 für den Bau der EF 131 verwendet wurden. Die Sowjets verlegten dann das technische Personal von Junkers nach Podberesje in der UdSSR, wo die EF 131 im Test geflogen wurde.
Offensichtlich wurden die Versuche 1948 eingestellt und das Konzept der negativen Tragflächenpfeilung nicht weiter verfolgt. Die Gründe dafür waren Schwingungen der Tragflächenenden und ein Aufstellen der Tragflächenspitzen. Diese bogen sich nach oben und erhöhten unkontrollierbar den Anstellwinkel am Außenflügel. Da der Anstellwinkel den Auftrieb und das Nickmoment einer Tragfläche bestimmt, erschwerte dies die Beherrschbarkeit des Flugzeugs durch den Piloten.
Entwickler dieses Flugzeuges konstruierten noch Jahre später in der Deutschen Demokratischen Republik das Strahlverkehrsflugzeug 152 und in der Bundesrepublik Deutschland die VFW 614 und HFB 320, Letztere ebenfalls mit negativer Tragflächenpfeilung.

## Junkers-Projekte
Unter der Bezeichnung Ju 287 wurde bis Ende 1942 ein Nachfolger der Junkers Ju 87 entwickelt.
Nach Aufgabe des Projekts wurde die Nummer 287 neu vergeben.
Für die in der Entwicklung befindlichen Strahltriebwerke wurden bei Junkers unter der Bezeichnung EF eine Reihe von Studien auf Basis der Ju 287 durchgeführt.
- EF 122: Windkanalmodell zur Untersuchung der optimalen Triebwerksanordnung. Darunter auch mit Triebwerken auf den Tragflächen, wie später bei der VFW 614 realisiert.
- EF 125: Geplante Weiterentwicklung der Ju 287 mit nur zwei Strahltriebwerken unter den Tragflächen.
- EF 131: Weiterentwicklung der Ju 287. Geplant war ein erstes Versuchsmuster für Anfang 1946; insgesamt sollten zunächst drei Versuchsmaschinen gebaut werden.

Nach der Einnahme Dessaus durch sowjetische Truppen wurden die Arbeiten unter deren Aufsicht ab Sommer 1945 zunächst dort, später in der Sowjetunion fortgeführt. Als Triebwerke wurden sechs Jumo 004 B/C oder BMW 003 A-1 vorgesehen, offensichtlich wieder in der Triangel-Anordnung.

## Technische Daten
| Kenngröße               | Ju 287 V1                                                                                |
| ----------------------- | ---------------------------------------------------------------------------------------- |
| Besatzung               | 1 Pilot und 1 Copilot                                                                    |
| Länge                   | 18,30 m                                                                                  |
| Spannweite              | 20,11 m                                                                                  |
| Höhe                    | 6,0 m                                                                                    |
| Flügelfläche            | 58,30 m²                                                                                 |
| Flügelstreckung         | 6,9                                                                                      |
| Nutzlast                | ca. 3.000 kg                                                                             |
| Leermasse               | 12.510 kg                                                                                |
| max. Startmasse         | 19.974 kg                                                                                |
| Flügel Flächenbelastung | 215 kg/m²                                                                                |
| Marschgeschwindigkeit   | 511 km/h                                                                                 |
| Höchstgeschwindigkeit   | 558 km/h                                                                                 |
| Dienstgipfelhöhe        | ca. 11.000 m                                                                             |
| Reichweite              | 2.100 km                                                                                 |
| max. Flugdauer          | 4 h 10 min                                                                               |
| Triebwerke              | 4 × Strahltriebwerke Junkers Jumo 004 B-1 „Orkan“ mit je 8,83 kN Standschub (ca. 910 kp) |